# 빈리에우현
빈리에우현(베트남어: Huyện Bình Liêu / 縣平遼)은 베트남 북부 홍강 삼각주 꽝닌성의 현이다. 2003년을 기준으로 이 지역의 인구는 26,077 명이고, 빈리에우현의 면적은 471km2이다. 현도는 빈리에우 시진에 있다.

## 행정 구역
빈리에우현은 1개의 시진과 6개의 사를 관할한다.

### 시진
- 빈리에우 시진 (Thị trấn Bình Liêu, 平遼市鎭)

### 사
- 동떰 사 (Xã Đồng Tâm, 同心社)
- 동반 사 (Xã Đồng Văn, 同文社)
- 황모 사 (Xã Hoành Mô, 橫模社)
- 훅동 사 (Xã Húc Động, 旭峒社)
- 룩혼 사 (Xã Lục Hồn, 陸渾社)
- 보응아이 사 (Xã Vô Ngại, 無碍社)